# PCCG-4
PCCG-4 je istraživački lek koji deluje kao selektivni antagonist za grupu II metabotropnih glutamatnih receptora (2/3), sa neznatnom selektivnošću za mGluR2. Ona nije dovoljna za razlikovanje mGluR2 i 3 responsa. PCCG-4 se koristi u istraživanjima funkcije grupe II metabotropnih glutamatnih receptora.